# SN 2010lo
SN 2010lo – supernowa odkryta 15 grudnia 2010 roku w galaktyce NGC 4495. W momencie odkrycia miała maksymalną jasność 17,30m.